# آسیب‌شناسی (فیلم)
آسیب‌شناسی (به انگلیسی: Pathology) فیلمی محصول سال ۲۰۰۸ و به کارگردانی مارک شولرمن است. در این فیلم بازیگرانی همچون میلو ونتیمیگلیا، آلیسا میلانو، لورن لی اسمیت، دن کالاهان، مایکل وستون، جانی ویتوورت، کی‌یر او دانل، لری دریک، میلینگ ملانسون و آلن بلومنفلد ایفای نقش کرده‌اند.